# Административное деление Монако

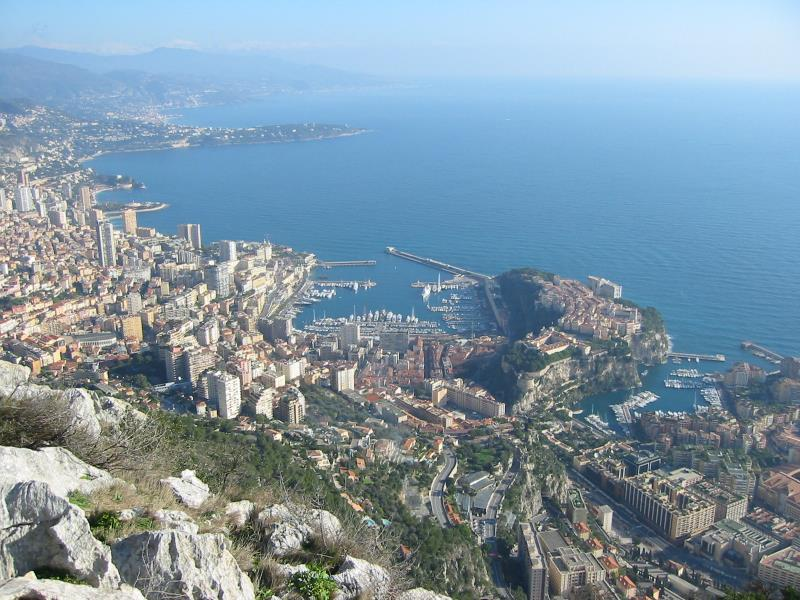
Монако-Виль, Ла-Кондамин и Монте-Карло

Монако — карликовое государство, по площади второе с конца в Европе и в мире: меньше только Ватикан. Государство состоит всего лишь из одной коммуны (фр. commune). Географические границы города и государства (княжества) Монако совпадают, однако управление городом и княжеством ведётся раздельно.

## История

### Коммуны 1911—1917 гг.
В соответствии с постановлением Конституции от 1911 года, княжество делилось на 3 коммуны: 
- Ла-Кондамин (La Condamin) — район вдоль порта.
- Монако (Monaco) — старый город, расположенный на скалистом мысе.
- Монте-Карло (Monte-Carlo) — самый богатый и престижный район.

В 1917 г. на их месте была образована единая коммуна, при этом прежние коммуны получили статус районов (фр. quartiers). Со временем, в результате двух делений Ла-Кондамина, одного деления Монте-Карло и осушительных работ на юго-востоке страны, районов стало 10.

### Современные районы Монако

Районы Княжества Монако

#### Районы бывшей коммуны Монако
1. Монако-Виль — старый город, расположенный на скале, в этом районе находится княжеская резиденция.

#### Районы бывшей коммуны Монте-Карло
2. Монте-Карло — известен казино и курортной зоной.
3. Сен-Роман/Ла-Русс (?)  — 7-й район.
2. Сен-Мишель — жилой район Монте-Карло, 8-й район Княжества Монако
4. Ларвотто — 6-й район

#### Районы бывшей коммуны Ла-Кондамин
5. Ла-Кондамин — портовый и финансовый центр Княжества Монако
7. Монегетти — 5-й район, появившийся в результате деления Монте-Карло
6. Ла-Колль (фр. La Colle) — 9-й район, появившийся в результате деления Ла-Кондамин
6. Ле-Ревуар (фр. Les Revoires) — 10-й район, появившийся в результате деления Ла-Кондамин.

#### Новые земли, отвоёванные у моря
8. Фонвьей — 4-й район, начало строительства в 1971 г.
Ле-Портье — проект и будущий 11-й район княжества.
В конце 2008 года князь Альбер II сделал заявление, что реализация этих планов приостановлена в связи с текущей экономической обстановкой.

## Современное административно-территориальное деление Монако
Пока Княжество Монако делится на 10 кварталов (фр. quartier).
| № на карте                                                                                      | Квартал                                                                        | Площадь, м² | Население, чел. (2008) | Плотность, чел./км² | Городской квартал (фр. îlots) | Комментарии                                                                     |
| ----------------------------------------------------------------------------------------------- | ------------------------------------------------------------------------------ | ----------- | ---------------------- | ------------------- | ----------------------------- | ------------------------------------------------------------------------------- |
| Бывшая коммуна Монако                                                                           |                                                                                |             |                        |                     |                               |                                                                                 |
| 05                                                                                              | Монако-Виль (фр. Monaco-Ville)                                                 | 185 466     | 975                    | 5257,03             | 19                            | старый город с княжеской резиденцией                                            |
| Бывшая коммуна Монте-Карло                                                                      |                                                                                |             |                        |                     |                               |                                                                                 |
| 01                                                                                              | Монте-Карло (фр. Monte Carlo/Spélugues; Bd. Des Moulins-Av. de la Madone)      | 295 392     | 2874                   | 9729,44             | 20                            | казино и курортная зона                                                         |
| 02                                                                                              | Сен-Роман/Ла-Русс (?) (фр. La Rousse/Saint Roman; Annonciade-Château Périgord) | 105 189     | 3102                   | 29 489,78           | 17                            |                                                                                 |
| 03                                                                                              | Ларвотто (фр. Larvotto/Bas Moulins; Larvotto-Bd Psse Grace)                    | 336 796     | 5091                   | 15 115,98           | 17                            | восточная пляжная зона                                                          |
| 10                                                                                              | Сен-Мишель (фр. Saint Michel; Psse Charlotte-Park Palace)                      | 142 298     | 3519                   | 24 729,79           | 24                            | центральные жилые районы                                                        |
| Бывшая коммуна Ла-Кондамин                                                                      |                                                                                |             |                        |                     |                               |                                                                                 |
| 04                                                                                              | Ла-Кондамин (фр. La Condamine)                                                 | 267 324     | 3694                   | 13 818,74           | 28                            | морской порт                                                                    |
| 07                                                                                              | Ла-Колль (фр. La Colle; Plati-Pasteur-Bd Charles III)                          | 175 811     | 2627                   | 14 942,18           | 15                            | на западе граничит с Кап-д’Ай (фр. Cap d'Ail)                                   |
| 08                                                                                              | Ле-Ревуар (фр. Les Révoires; Hector Otto-Honoré Labande)                       | 75 699      | 2494                   | 32 946,27           | 11                            | здесь находится парк Жарден-Экзотик (фр. Jardin Exotique — «Экзотический сад»). |
| 09                                                                                              | Монегетти (фр. Moneghetti/ Bd de Belgique; Bd Rainier III-Bd de Belgique)      | 104 249     | 3131                   | 30 033,86           | 17                            |                                                                                 |
| Недавно осушенные земли                                                                         |                                                                                |             |                        |                     |                               |                                                                                 |
| 06                                                                                              | Фонвьей (фр. Fontvieille)                                                      | 334 970     | 3602                   | 10 753,20           | 10                            | основан в 1971 г.                                                               |
| 11                                                                                              | Ле Портье (фр. Le Portier)                                                     | 275 0001)   | —                      | —                   | —                             | план                                                                            |
|                                                                                                 | Княжество Монако                                                               | 2 023 194   | 31 109                 | 15 376,18           | 178                           |                                                                                 |
| 1) Территории, только планируемые к освоению и не включённые в строку с данными по всей стране. |                                                                                |             |                        |                     |                               |                                                                                 |